# Xã Riverside, Quận Burt, Nebraska
Xã Riverside (tiếng Anh: Riverside Township) là một xã thuộc quận Burt, tiểu bang Nebraska, Hoa Kỳ. Năm 2010, dân số của xã này là 54 người.